# Most w Narusie
Most w Narusie – zabytkowy most na rzece Narusa w miejscowości Narusa w powiecie braniewskim w województwie warmińsko-mazurskim.
Wybudowany został po roku 1880. 2 października 1995 został wpisany do rejestru zabytków pod pozycją 475/95.
W latach 2019–2020, podczas remontu trasy wojewódzkiej nr 504, most ten został przebudowany i podwyższony.

## Galeria zdjęć

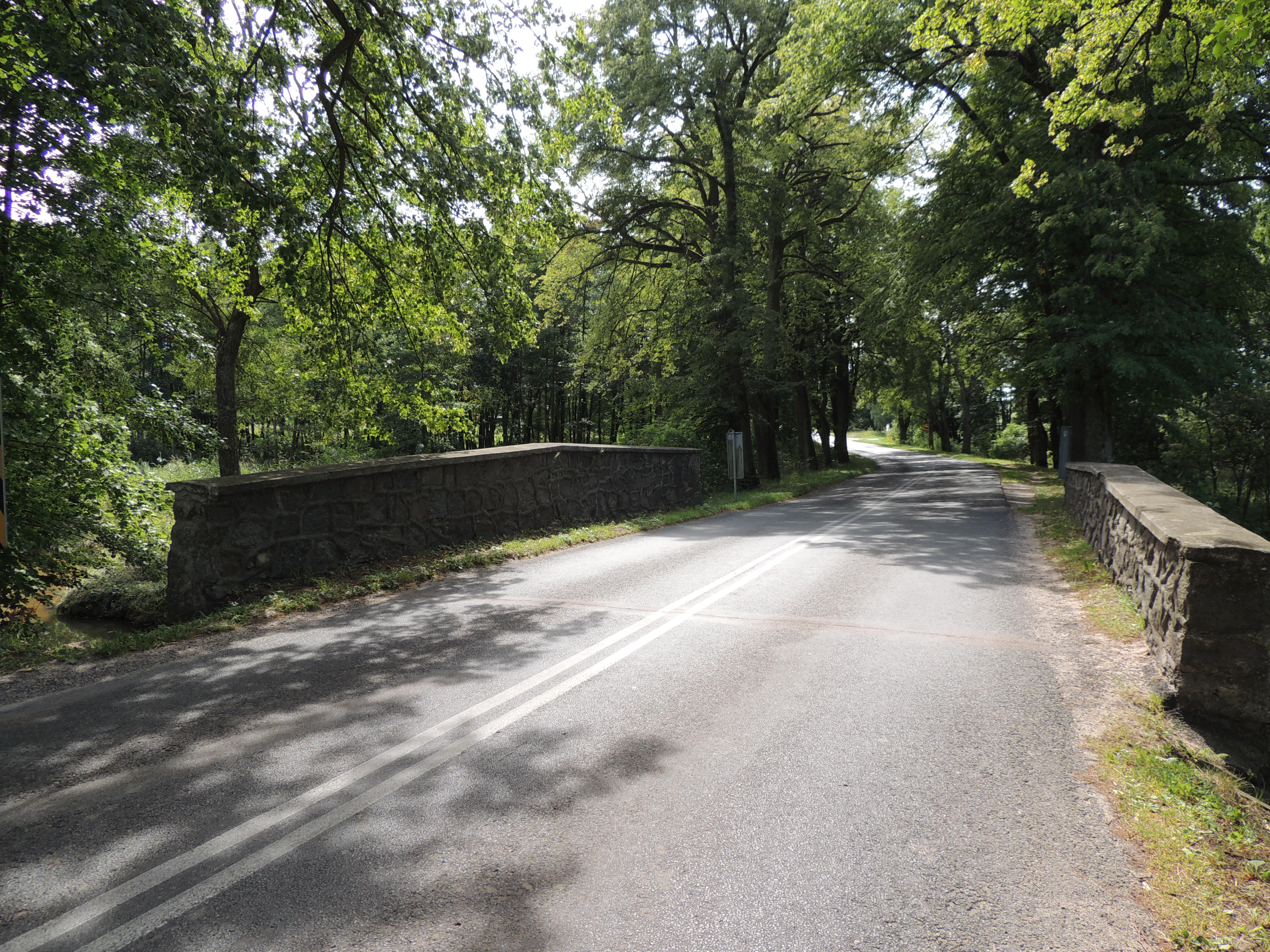
Most w roku 2013
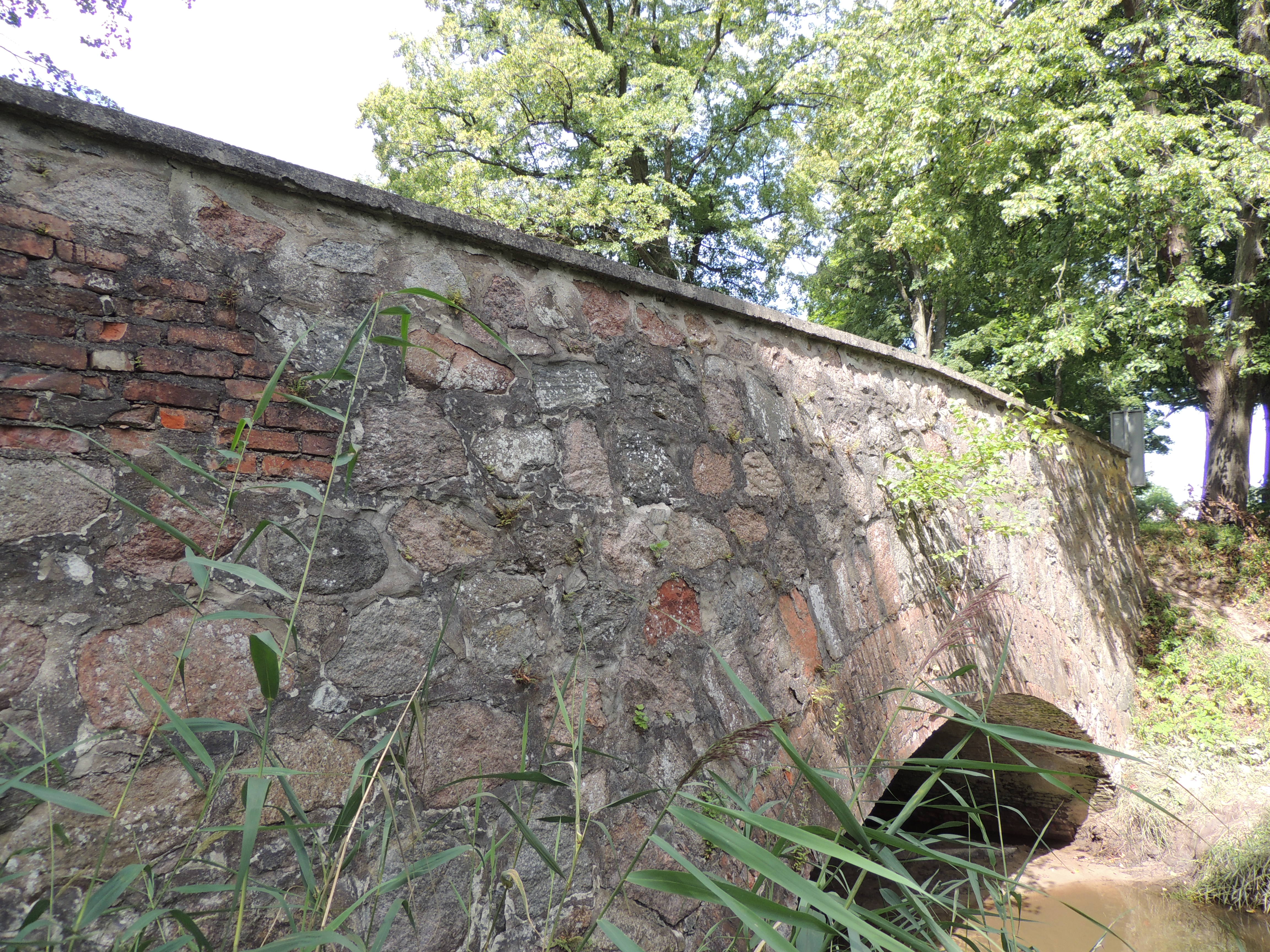
Most w roku 2013
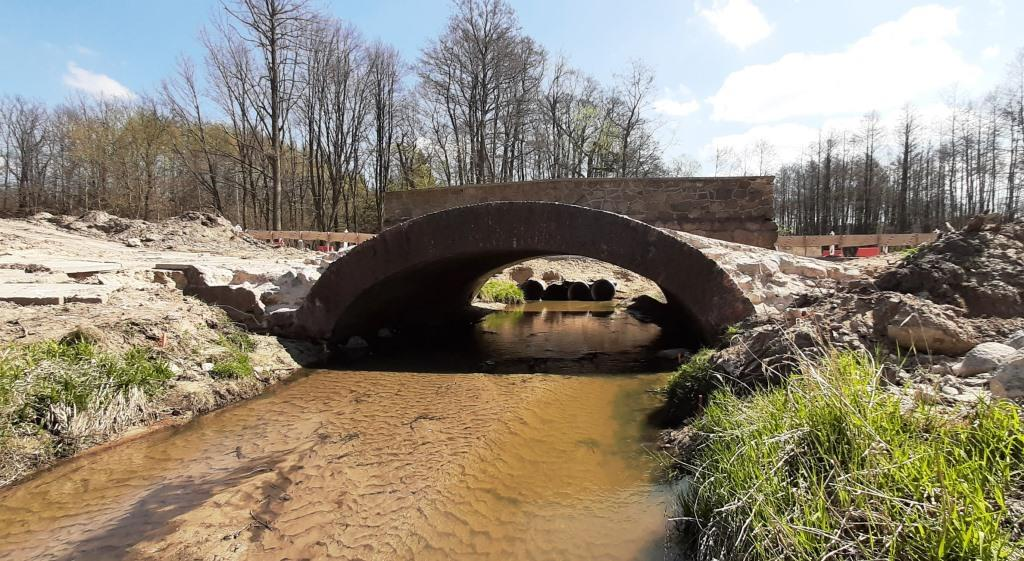
Remont mostu, rok 2019
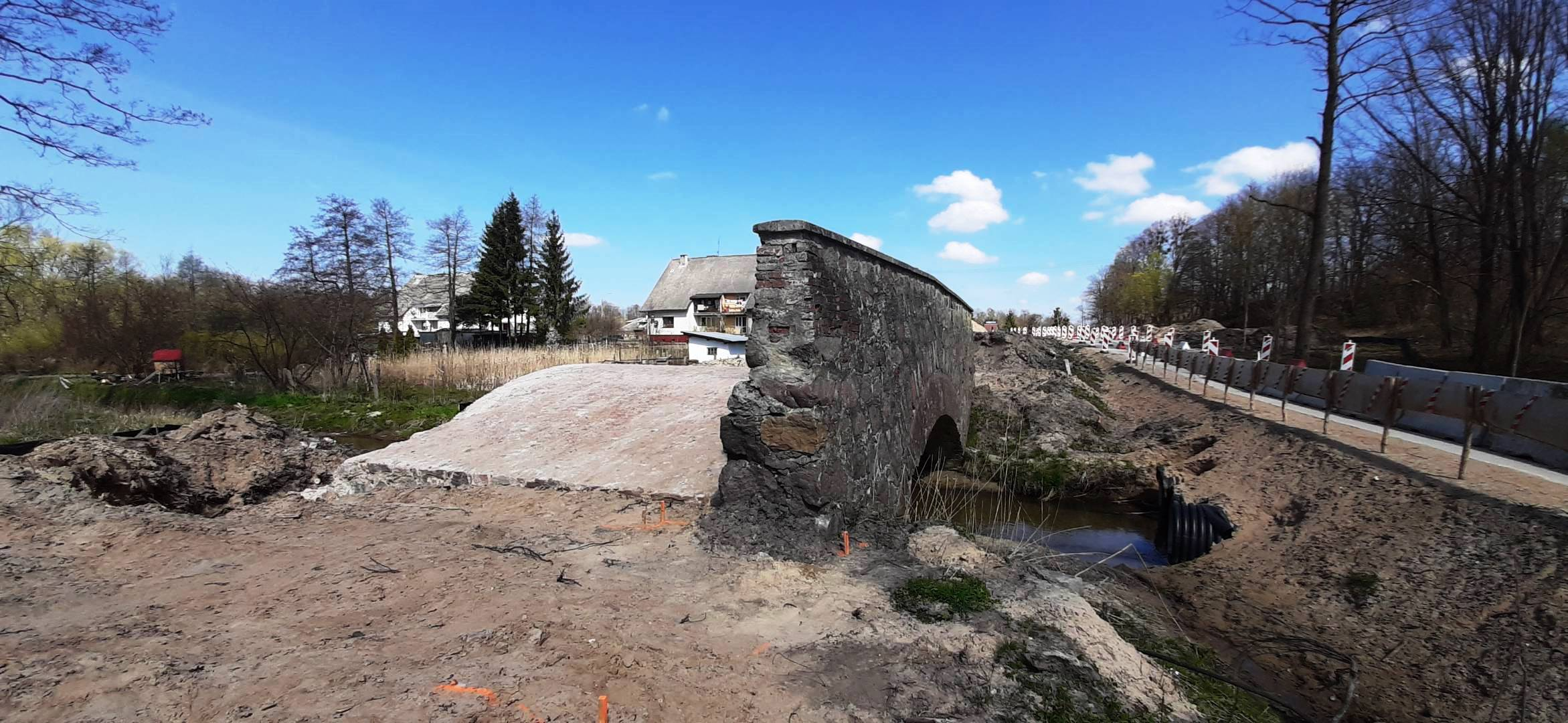
Remont mostu, rok 2019
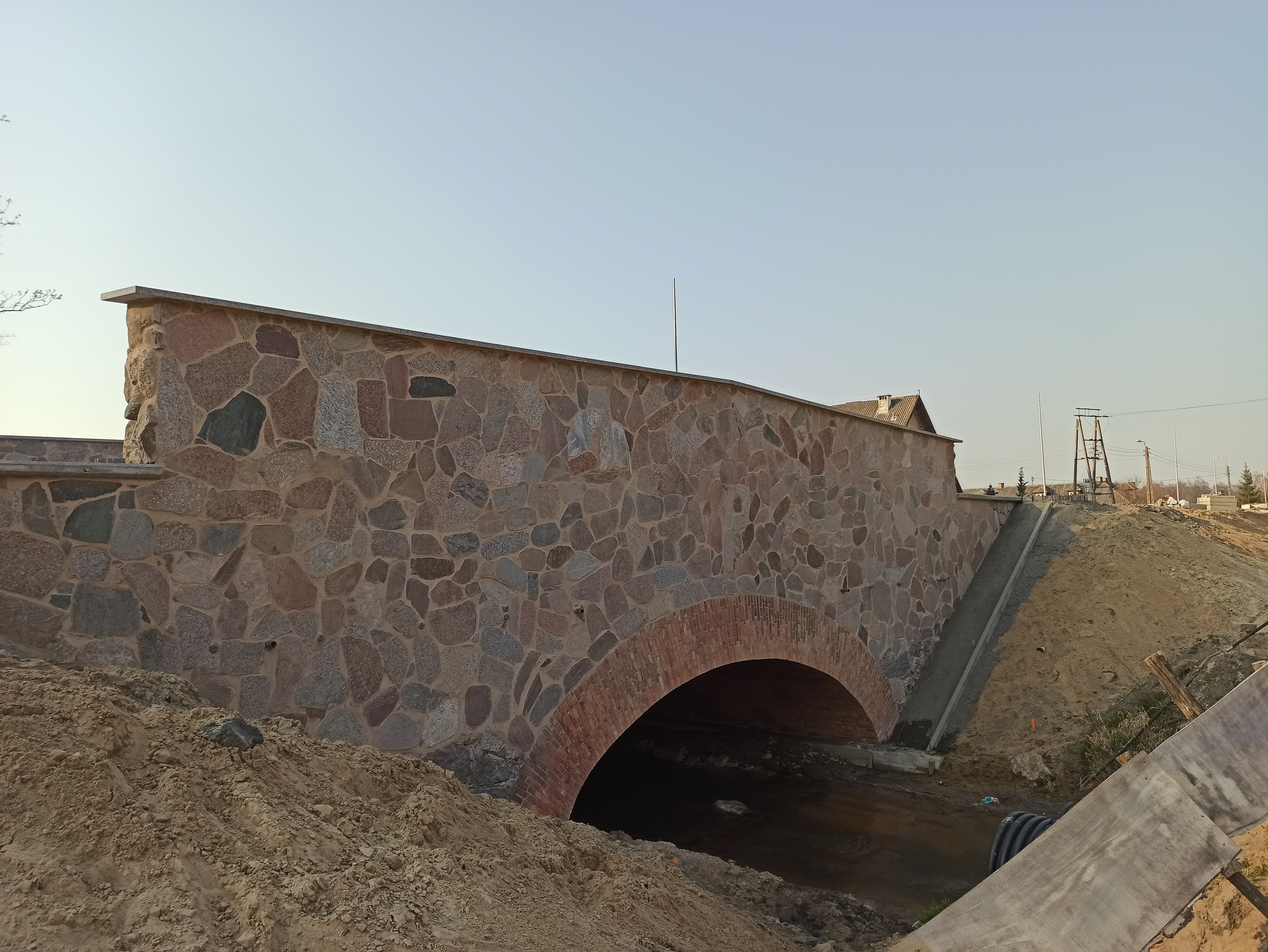
Most w roku 2020